# Bijeli (Polen)
Bijeli is een bestuurslaag in het regentschap Timor Tengah Selatan van de provincie Oost-Nusa Tenggara, Indonesië. Bijeli telt 1617 inwoners (volkstelling 2010).